# Champ-d’Oiseau
Champ-d’Oiseau település Franciaországban, Côte-d’Or megyében. Lakosainak száma 110 fő (2022. január 1.). Champ-d’Oiseau Montigny-Montfort, Villaines-les-Prévôtes, Grignon, Lantilly és Millery községekkel határos.

## Népesség
A település népességének változása:
| Lakosok száma | 82   | 67   | 76   | 76   | 79   | 86   | 90   | 99   | 102  | 110  |
|               | 1968 | 1982 | 1990 | 2006 | 2013 | 2015 | 2017 | 2019 | 2020 | 2022 |